# Pristimantis scopaeus
Espèce
Synonymes
- Eleutherodactylus scopaeus Lynch, Ruíz-Carranza & Ardila-Robayo, 1996

Statut de conservation UICN

 LC  : Préoccupation mineure
Pristimantis scopaeus est une espèce d'amphibiens de la famille des Craugastoridae.

## Répartition
Cette espèce est endémique du département de Tolima en Colombie. Elle se rencontre à Cajamarca entre 3 400 et 3 680 m d'altitude sur le páramo Los Valles dans la cordillère Centrale.

## Description
Les mâles mesurent de 15,3 à 16,7 mm.

## Publication originale
- Lynch, Ruíz-Carranza & Ardila-Robayo, 1996 : Three new species of Eleutherodactylus (Amphibia: Leptodactylidae) from high elevations of the Cordillera Central of Colombia. Caldasia, vol. 18, no 3, p. 329-342 (texte intégral).